# Умяк (притока Вятки)
Умя́к (рос. Умяк) — річка в Можгинському, Граховському і Кізнерському районах Удмуртії та Єлабузькому районі Татарстану, Росія, ліва притока Вятки.
Довжина річки становить 85 км, з них 73 км в Удмуртії. Бере початок за 0,5 км на захід від села Малий Кармиж Можгинського району на Можгинської височини, впадає до Вятки на кордоні Татарстану та Удмуртії. В середній течії служить кордоном між Кізнерським та Граховським районами Удмуртії. Уздовж річки ростуть осиково-ялинові ліси, населені пункти розташовані в основному на правому березі. В межах ширини заплави в середній та нижні течії зустрічаються торф'яні болота. В нижній течії річка протікає по рівнині, їй характерні різкі зміни напрямку та велика звивистість русла. Середній похил річки — 1,1 м/км, ширина русла в середній течії 6—10 м, в нижній — 12—20 м. Глибина змінюється в межах 0,8—2 м. Середня швидкість течії не перевищує 0,2 м/с. Мінімальній місячні витрати 50%-ї забезпеченості літнього періоду становлять 2,04 м³/с.
На річці розташовані села Малий Кармиж, Єрошкино, Решетниково, Нинек, Вішур, Поляково, Руський Куюк, Поршур, Шарберда, Умяк, Бажениха. В селах Поляково, Старі Ятчи, Бажениха та біля колишнього села Угольний Кордон збудовані автомобільні мости, в селі Нинек створено ставок.
За даними Федерального агентства водних ресурсів річка має такі дані:
- Код річки в державному водному реєстрі — 10010300612111100040547
- Код по гідрологічній вивченості — 111104054
- Код басейну — 10.01.03.006

## Притоки
- Шу́берка (Шаберка, рос. Шуберка) — річка в Граховському районі Удмуртії, ліва притока. Довжина річки становить 8 км. Бере початок на північній околиці села Великий Шубер на Можгинській височині, впадає до Ум'яка навпроти села Селянур. Річка на всьому своєму протязі пересихає влітку. На річці розташоване село Великий Шубер.